# Adelar Baruffi

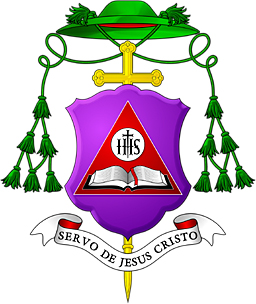
Wappen von Adelar Baruffi als Bischof von Cruz Alta

Wappen von Adelar Baruffi als Erzbischof von Cascavel

Adelar Baruffi (* 19. Oktober 1969 in Garibaldi, Rio Grande do Sul) ist ein brasilianischer Geistlicher und emeritierter  römisch-katholischer Erzbischof von Cascavel.

## Leben
Adelar Baruffi empfing am 12. Januar 1995 das Sakrament der Priesterweihe für das Bistum Caxias do Sul.
Am 17. Dezember 2014 ernannte ihn Papst Franziskus zum Bischof von Cruz Alta. Die Bischofsweihe spendete ihm der Bischof von Caxias do Sul, Alessandro Carmelo Ruffinoni CS, am 7. März des folgenden Jahres. Mitkonsekratoren waren der Altbischof von Caxias do Sul, Nei Paulo Moretto, und der Erzbischof von Santa Maria, Hélio Adelar Rubert. Die Amtseinführung im Bistum Cruz Alta fand am 15. März 2015 statt.
Papst Franziskus bestellte ihn am 22. September 2021 zum Erzbischof von Cascavel. Die Amtseinführung erfolgte am 31. Oktober desselben Jahres.
Am 12. Februar 2024 nahm Papst Franziskus das vorzeitige Rücktrittsgesuch von Adelar Baruffi an.